# DJ Khaled
DJ Khaled, pseudonimo di Mohammad Khaled (New Orleans, 26 novembre 1975), è un disc jockey, produttore discografico, personaggio televisivo e radiofonico statunitense di origini palestinesi. Arrivando al successo nel decennio 2010, ha debuttato due volte alla prima posizione della Billboard 200 e cinque nella US Top Rap Albums Chart, vendendo in tutto il mondo oltre 4 milioni di album e 40 milioni di singoli. Nel 2020 ha ottenuto il Grammy Award come Best Rap/Sung Performance, oltre ad aver vinto nel corso della sua carriera 13 BET Hip-Hop Awards, 2 American Music Award, un MTV Video Music Awards e un Soul Train Music Award.
Inizia come conduttore radiofonico negli anni duemila, proseguendo con la produzione di brani per Pitbull, Rick Ross, Ace Hood, e successivamente per Future, French Montana e Jennifer Lopez. Contemporaneamente intraprende la carriera da disc jockey e cantautore pubblicando undici album in studio, tra cui Major Key (2016), Grateful (2017) e Father of Asahd (2019), supportati da numerosi singoli e collaborazioni di successo, compresi I'm the One, Wild Thoughts, Dinero, For Free, Shining e Top Off.
Dal 2016 ha stipulato un contratto come artista e produttore con la Roc Nation, arrivando così a lavorare in studio con numerosi rapper di successo, tra cui il fondatore Jay-Z, Future, Kanye West, Drake, Chris Brown, Lil Wayne, Nicki Minaj, Missy Elliott e Travis Scott. Ha poi collaborato con artisti provenienti da altri generi musicali come Rihanna, Beyoncé, Alicia Keys, Meghan Trainor, John Legend, Mary J. Blige, J Balvin, Calvin Harris e Justin Bieber.

## Biografia
Khaled è nato a New Orleans, in Louisiana, il 26 novembre del 1975, figlio di immigrati palestinesi. Attualmente risiede a Pembroke Pines (in Florida). Dal 2003 DJ Khaled lavora per la stazione radio WEDR di musica urban situata a Miami, in Florida, dove conduce la trasmissione TakeOver insieme a host K. Foxx., In precedenza aveva lavorato come spalla per la trasmissione The Luke Show condotta da Luther Campbell, sempre su WEDR.
DJ Khaled è inoltre il DJ per il gruppo musicale hip hop Terror Squad. Ha inoltre prodotto dal 2004 al 2006 anche gli album di Fat Joe e di Fabolous. Nel 2006, Khaled ha pubblicato il suo album di debutto Listennn... the Album, che ha debuttato nella Billboard 200 alla dodicesima posizione.. Hanno fatto seguito We the Best (2007), We Global (2008) e Victory (2010). Nel 2009, Khaled è diventato il presidente dell'etichetta discografica Def Jam South.  Nel 2008 ha vinto il BET Hip Hop Awards come DJ dell'anno.

### 2016-2017:Major KeyeGrateful
Il 29 febbraio 2016, Khaled ha firmato un accordo di sola amministrazione con la società di Jay-Z, Roc Nation, e ha annunciato il suo nono album in studio, Major Key. Ha anche annunciato che il suo album conterrà Jay Z, Future, Kanye West, Big Sean, Lil Wayne, Nicki Minaj, Meghan Trainor e Rick Ross. L'album raggiunge la prima posizione della Billboard 200, vendendo in totale 1 milione di copie negli Stati Uniti, ed entra nelle top10 di Canada, Regno Unito ed Australia. Il 3 giugno 2016 Khaled ha pubblicato il primo singolo tratto dall'album "For Free", con Drake che vende oltre 2,2 milioni di copie e diviene il quarto debutto più alto nella Billboard Hot 100. Successivamente distribuisce le collaborazioni "I Got the Keys" con Future e Jay-Z, "Holy Key" con Kendrick Lamar e Betty Wright e "Do You Mind" con Nicki Minaj, Chris Brown e Rick Ross. L'album riceve una nomina ai Grammy Award come Best Rap Album e ai Billboard Music Award come Top Rap Album. Nel 2016 è tra i produttori dell'album di French Montana MC4.
Il 24 dicembre 2016, Khaled ha annunciato su Twitter che sta lavorando al suo decimo album in studio, Grateful, con potenziali collaboratori, come Chance the Rapper, Justin Bieber, Migos, Alicia Keys e Mariah Carey. L'album diventa il secondo numero uno nella Billboard 200, e debutta nella top10 nel Regno Unito, Australia, Francia e Canada, arrivando a vendere oltre 1,2 milioni di copie in tutto il mondo. Il 12 febbraio, il DJ Khaled ha pubblicato "Shining", singolo di apertura del nuovo progetto con i coniugi Beyoncé e Jay-Z, vendendo oltre 1 milioni di copie negli Stati Uniti. Nell'aprile successivo esce "I'm the One" con Justin Bieber, Lil Wayne, Quavo e Chance the Rapper, entrando nelle top10 di oltre trenta classifiche, ottenendo la prima posizione nella Billboard Hot 100 e in Canada, Regno Unito, Australia e Nuova Zelanda, vendendo oltre 10 milioni di copie in tutto il mondo, di cui 7 negli Stati Uniti.  Sempre nel 2017 produce quattro tracce per l'album Tours del rapper statunitense Kent Jones e una traccia nell'album omonimo del rapper Future. Il 16 giugno 2018 esce "Wild Thoughts" con Rihanna e Bryson Tiller, debuttando nelle top10 di oltre 40 classifiche, tra cui la seconda posizione della Billboard Hot 100 e la prima posizione in Australia e Regno Unito. La canzone ottiene inoltre numerosi riconoscimenti e nomine, tra cui un Soul Train Music Award, un BET Awards,un BET Hip Hop Awards e quattro nomine agli MTV Video Music Awards.

### 2018-2020:Father of Asahd
Il 1º marzo 2018, Khaled ha annunciato il suo undicesimo album in studio,Father of Asahd, e il suo singolo principale "Top Off", con Beyoncé, Jay-Z e Future. L'album, oltre a debuttare alla seconda posizione della Billboard 200 e prima della classifica canadese, vede numerose collaborazioni, tra cui J Balvin, SZA, Travis Scott, Post Malone e Big Sean. Il 23 luglio Khaled ha annunciato il prossimo singolo, intitolato "No Brainer", con Justin Bieber, Chance the Rapper e Quavo, debuttando alla posizione 5 della Billboard Hot 100, 3 della classifica britannica, vendendo oltre 2 milioni di copie in tutto il mondo. Contemporaneamente collabora con Jennifer Lopez nel brano "Dinero" che raggiunge la prima posizione della US Latin Airplay, e fa ottenere al DJ il primo MTV Video Music Awards come Best Collaboration. Il 17 maggio 2019 esce il singolo "Just Us" con SZA e la collaborazione "Wish Wish" con Cardi B e 21 Savage, vendendo complessivamente 2 milioni di copie. Nel 2019 è inoltre tra i produttori dell'album dei brani presenti nel film Walt Disney Aladdin interpretati da Will Smith.

### 2020-presente: Collaborazioni eKhaled Khaled
Il brano "Higher", presente in Father of Asahd, con John Legend e Nipsey Hussle ottiene nel 2020 il Grammy Awards come Best Rap/Sung Performance. Nel 2020 appare in un cameo nel film Bad Boys for Life con Will Smith e Martin Lawrence. Nel luglio dello stesso anno pubblica lo stesso giorno i singoli Popstar e Greece entrambi in collaborazione con Drake e primi due estratti del dodicesimo album in studio Khaled Khaled. Nei primi mesi del 2021 il produttore ha tenuto aggiornati i suoi fan tramite i social sui progressi relativi all'album e il 28 aprile ha annunciato che la pubblicazione avverrà il 30 dello stesso mese.
Nel 2022 pubblica il suo tredicesimo album in studio God Did.
Nel 2023 pubblica il singolo Dientes (brano che riprende la melodia di Yeah di Usher, Lil Jon e Ludacris) in collaborazione con il rapper colombiano J Balvin ed il cantante Usher.
Nel 2025 annuncia il suo quattordicesimo album in studio Til Next Time.

## Discografia
- 2006 – Listennn... the Album
- 2007 – We the Best
- 2008 – We Global
- 2010 – Victory
- 2011 – We the Best Forever
- 2012 – Kiss the Ring
- 2013 – Suffering from Success
- 2015 – I Changed a Lot
- 2016 – Major Key
- 2017 – Grateful
- 2019 – Father of Asahd
- 2021 – Khaled Khaled
- 2022 - God Did
- 2025 - Til Next Time

## Filmografia

### Attore
- Pitch Perfect 3, regia di Trish Sie (2017)
- Chris Brown: Welcome to My Life, regia di Andrew Sandler (2017)
- The After Party, regia di Ian Edelman (2018)
- Bad Boys for Life, regia di Adil El Arbi e Bilall Fallah (2020)
- Tyler Perry's Young Dylan (1×02), regia di Tyler Perry (2021)
- Bad Boys: Ride or Die, regia di Adil El Arbi e Bilall Fallah (2024)

### Doppiatore
- Spie sotto copertura (Spies in Disguise), regia di Nick Bruno e Troy Quane (2019)

### Doppiatori italiani
- Stefano Crescentini: Spie sotto copertura
- Gianluca Crisafi: Bad Boys for Life